# 5769 Michard
5769 Michard este un asteroid din centura principală de asteroizi.

## Descriere
5769 Michard este un asteroid din centura principală de asteroizi. A fost descoperit pe 6 august 1987 la Caussols de CERGA. El prezintă o orbită caracterizată de o semiaxă mare de 3,00 ua, o excentricitate de 0,09 și o înclinație de 9,0° în raport cu ecliptica.